# فرودگاه نرو-مر
 فرودگاه نرو-مر (به انگلیسی: Nero-Mer Airport) یک فرودگاه با کد یاتا BBV است . این فرودگاه در کشور ساحل عاج قرار دارد .